# Siamo soli
Siamo soli è un singolo di Vasco Rossi, primo singolo estratto dall'album Stupido hotel del 2001, uscito in primavera per promuovere l'album.
È stato frequentemente trasmesso in radio, raggiungendo la posizione numero 1 dell'airplay.

## Video musicale
Il videoclip della canzone vede la partecipazione dell'attrice italiana Irene Ferri. Esso è girato tutto all'interno di una metropolitana in corsa, più precisamente a bordo di un treno della serie 8000 sulla linea M3 della metropolitana di Milano (la stazione che si vede nel video è quella di San Donato).

## Formazione
- Vasco Rossi - voce
- Vinnie Colaiuta - batteria
- Randy Jackson - basso
- Frank Nemola - tastiera, programmazione
- Stef Burns - chitarra elettrica
- Michael Landau - chitarra acustica, chitarra elettrica
- Larry Corbett, Bruce Dukov, Peter Kent, Evan Wilson - archi
- Nando Bonini - cori
- Silvio Pozzoli - cori
- Frank Nemola - direzione archi